# Ytjämnhet

Exempel på yta med positiv och negativa skevor. Uppmätt ytjämnheten visas till vänster, amplitudfördelningskurva i mitten och lagringskurva till höger (Abbott-Firestone-kurva).

Ytjämnhet är ett mätetal som kvantifieras vid mätning av texturen på en yta. Ytans vertikala avvikelser mäts utifrån ytans ideala form, den medellinje som skapas utifrån uppmätt yta. Om avvikelserna är stora är ytan grov och om de är små är ytan jämn och slät. Översatt till en kurva skulle alltså grov yta innebära hög amplitud och låg frekvens.

## Parameter
Ytjämnheten kan mätas utifrån en profil eller yta med ett antal olika parametrar. Att mäta profilens ytjämnhet är mest vanligt, där används parametrarna Ra, Rq, … Ytjämnhet som mäts för en yta använder parametrarna Sa, Sq, … och ger mer korrekta och exakta värden.

### Parametrar för profil
Mätningar som görs med hjälp av en profil baseras på vertikala avvikelser i förhållande till profilens medellinje. Vanligtvis används storleksordningen mikrometer på de uppmätta värdena.
| Parameter     | Beskrivning | Formel |
| ------------- | --- | --- |
| Ra, Raa, Ryni | lägesmått av absolutvärdet                                                                                                  | {\displaystyle R_{a}={\frac {1}{n}}\sum _{i=1}^{n}\left\|y_{i}\right\|}                                                                 |
| Rq, RRMS      | effektivvärdet | {\displaystyle R_{q}={\sqrt {{\frac {1}{n}}\sum _{i=1}^{n}y_{i}^{2}}}}                                                                  |
| Rv            | maximalt djup på dalen | {\displaystyle R_{v}=\min _{i}y_{i}} |
| Rp            | maximal höjd på toppen | {\displaystyle R_{p}=\max _{i}y_{i}} |
| Rt            | maximal höjd på profilen | {\displaystyle R_{t}=R_{p}-R_{v}} |
| Rsk           | skevhet | {\displaystyle R_{sk}={\frac {1}{nR_{q}^{3}}}\sum _{i=1}^{n}y_{i}^{3}}                                                                  |
| Rku           | kurtosis | {\displaystyle R_{ku}={\frac {1}{nR_{q}^{4}}}\sum _{i=1}^{n}y_{i}^{4}}                                                                  |
| RzDIN, Rtm    | medelavståndet mellan högsta toppen och lägsta dalen för vardera uppmätt längd, ASME Y14.36M - 1996 Surface Texture Symbols | {\displaystyle R_{zDIN}={\frac {1}{s}}\sum _{i=1}^{s}R_{ti}}, där s är antalet uppmätta längder och Rti är Rt den ith uppmätta längden. |
| RzJIS         | Japansk industristandard för Rz, baserad på de fem högsta topparna och lägsta dalarna mätt över hela uppmätta längden.      | {\displaystyle R_{zJIS}={\frac {1}{5}}\sum _{i=1}^{5}R_{pi}-R_{vi}}, där Rpi och Rvi är den högsta toppen, respektive den lägsta dalen. |